# Valinaces I Siuni
Valinaces I (em armênio: Վալինակ Ա; romaniz.: Valinak I) foi um nacarar da família Siuni que governou Siúnia no século IV. Era filho de Antíoco I, o primeiro senhor de Siúnia, e irmão de Antíoco II. Assumiu a posição de seu pai na década de 330, no tempo do rei Cosroes III, o Pequeno (r. 330–339). Após a supressão da rebelião de Bacúrio, vitaxa de Arzanena, a propriedade, dignidades e filha de Bacúrio foram legadas a Valinaces. Porém, por intermédio de sua sobrinha Farranzém, que se casou com o príncipe arsácida Genelo, foi derrubado do trono principesco e foi substituído por seu irmão.